# بول بودوان
بول بودوان (بالفرنسية: Paule Baudouin) مواليد 25 أكتوبر 1984 في سان دينس، سين سان دوني، فرنسا، هي لاعبة كرة يد فرنسية تلعب كجناح أيسر. مثلت منتخب فرنسا لكرة اليد للسيدات. شاركت في دورة الألعاب الأولمبية الصيفية سنة 2008. حققت المركز الثاني في بطولة العالم لكرة اليد للسيدات 2009.

## سجل المنافسة
شاركت في البطولات التالية:
- الألعاب الأولمبية الصيفية 2012
- بطولة العالم لكرة اليد للسيدات 2011
- بطولة العالم لكرة اليد للسيدات 2013
- بطولة أوروبا لكرة اليد للسيدات 2012
- بطولة أوروبا لكرة اليد للسيدات 2014

## الميداليات
| الميدالية | المسابقة                            |
| --------- | ----------------------------------- |
| فضية      | بطولة العالم لكرة اليد للسيدات 2009 |
| فضية      | بطولة العالم لكرة اليد للسيدات 2011 |
| برونزية   | بطولة أوروبا لكرة اليد للسيدات 2006 |

## روابط خارجية
- بول بودوان على موقع الاتحاد الأوروبي لكرة اليد (الإنجليزية)
- بول بودوان على موقع اللجنة الأولمبية الدولية (الإنجليزية)
- بول بودوان على موقع أوليمبيديا (الإنجليزية)
- بول بودوان على موقع اللجنة الأولمبية الفرنسية (مؤرشف) (الفرنسية)
- بول بودوان على موقع اللجنة الأولمبية الفرنسية (مؤرشف) (الفرنسية)